# 津巴布韦地理
经纬度: 20°00′S 30°00′E / 20.000°S 30.000°E

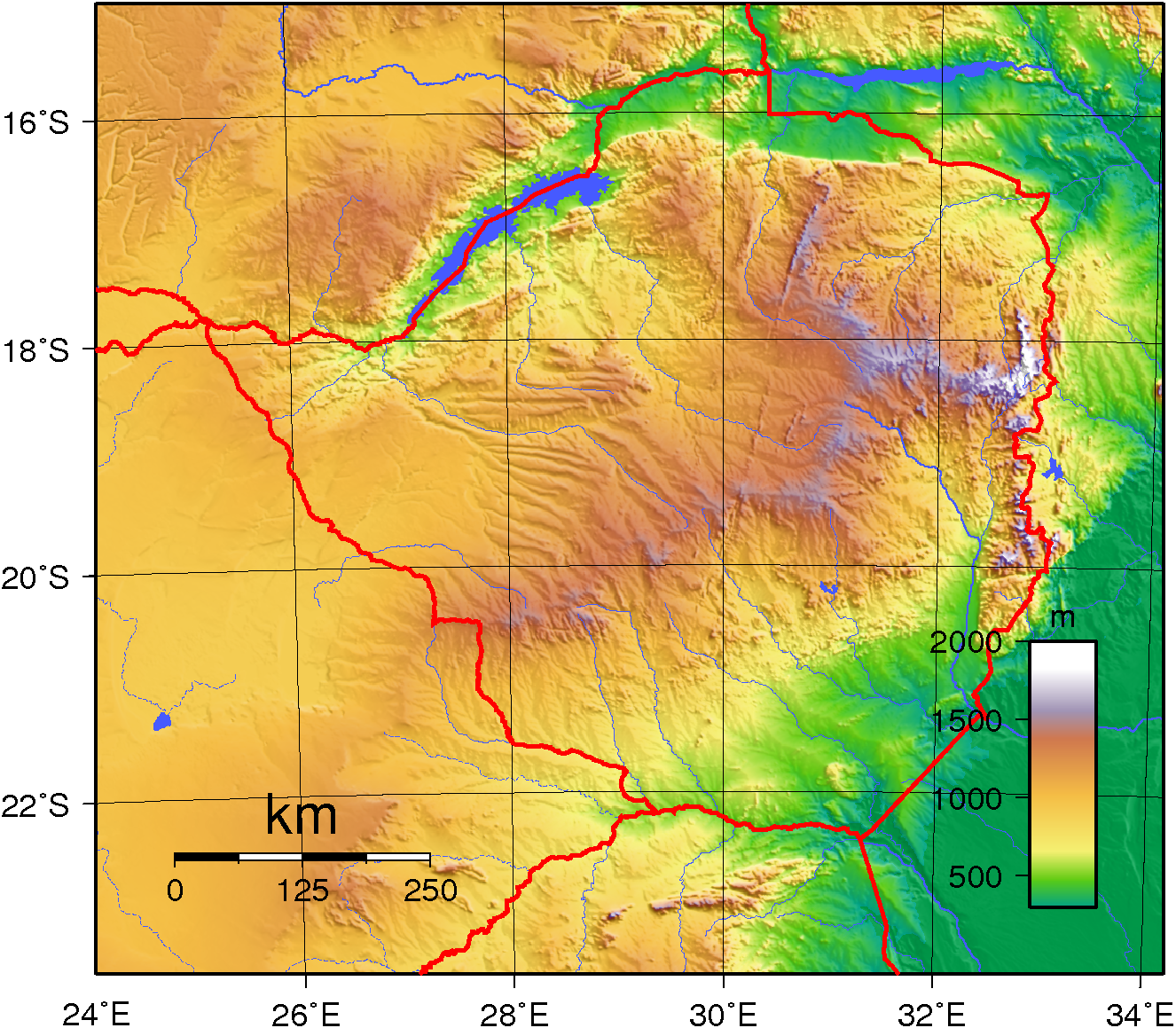
津巴布韋地形圖

津巴布韦位於非洲东南部的熱帶地區，南濒南非、东邻莫桑比克、西界博茨瓦纳，北与赞比亚接壤，是一個内陆国家。
津巴布韋的國境橫跨境內以贊比西河及林波波河為邊界的高原地區。
| 项目       | 描述 |
| 面积       | 总计：390,580平方公里 陆地：386,670平方公里 水域：3,910平方公里                                            |
| 陆地边境线 | 总计：3,066公里 其中：与博茨瓦纳边境线为813公里，与莫桑比克为1,231公里，与南非为225公里，与赞比亚为797公里 |
| 海岸线     | 0公里（内陆国家）                                                                                          |
| 海事权利   | 领海：0海哩（内陆国家） 专属经济区：0海哩（内陆国家）                                                      |
| 气候       | 热带气候                                                                                                   |
| 地形       | 全境为高原                                                                                                 |
| 海拔极端   | 最低点：Runde河与萨韦河交汇处，162米 最高点：伊尼扬加尼山，2,592米                                         |
| 自然资源   | 煤、铬矿石、石棉、金、镍、铜、铁矿石、钒、锂、锡、白金                                                     |
| 可用土地   | 耕地：8.24% 种植园：0.33% 其它：91.43%                                                                     |
| 自然灾害   | 干旱、洪水、暴风雨                                                                                         |

## 面積
津巴布韋以面積計是世界的第59大，比日本略大，但比巴拉圭小，與非洲各國平均面積比較為低。全國面積有390,580 km²，當中有3,910 km²面積屬於湖泊或蓄水庫。

## 參看
- 林波波河
- 津巴布韦

## 外部連結
- Soil Maps of Zimbabwe European Digital Archive on the Soil Maps of the world

 維基媒體的Zimbabwe地圖集 